# 二氯化苯钌二聚体
二氯化苯钌二聚体是一种有机钌化合物，化学式为[(C6H6)RuCl2]2。这种红色反磁性的固体是有机化学中的试剂及均相催化剂。它和溶解性更大的二氯化(对甲基异丙苯)钌二聚体是类似物。

## 制备和反应
这个化合物由三氯化钌水合物和环己二烯反应得到。
二氯化苯钌二聚体和路易斯碱反应生成单金属加合物：
[(C6H6)RuCl2]2  +  2 PPh3  →  2 (C6H6)RuCl2(PPh3)